# مارس هيل (كارولاينا الشمالية)
مارس هيل (بالإنجليزية: Mars Hill, North Carolina)‏ هي بلدة أمريكية تقع في الولايات المتحدة في مقاطعة ماديسون، كارولاينا الشمالية. يقدر عدد سكانها بـ 1,869 نسمة ومساحتها 5.0 كم2 وترتفع عن سطح البحر 707 متر.

## التركيبة السكانية
حدّد مكتب تعداد الولايات المتحدة بيانات التركيبة السكانية لمارس هيل في تعداد الولايات المتحدة. في ما يلي، التركيبة السكانية حسب تعدادي 2000 و2010.

### تعداد عام 2000
بلغ عدد سكان مارس هيل 1,764 نسمة بحسب تعداد عام 2000، وبلغ عدد الأسر 541 أسرة وعدد العائلات 312 عائلة مقيمة في البلدة. في حين سجلت الكثافة السكانية 341.9 نسمة لكل كيلومتر مربع (885.5/ميل2). وبلغ عدد الوحدات السكنية 586 وحدة بمتوسط كثافة قدره 113.6 لكل كيلومتر مربع (294.2/ميل2).
وتوزع التركيب العرقي للبلدة بنسبة 91.21% من البيض و5.95% من الأمريكيين الأفارقة و0.28% من الأمريكيين الأصليين و0.85% من الأمريكيين ذوي الأصول الآسيوية و0.85% من الأعراق الأخرى و0.85% من عرقين مختلطين أو أكثر و1.36% من الهسبانيون أو اللاتينيون من أي عرق.
بلغ عدد الأسر 541 أسرة كانت نسبة 22% منها لديها أطفال تحت سن الثامنة عشر تعيش معهم، وبلغت نسبة الأزواج القاطنين مع بعضهم البعض 45.1% من أصل المجموع الكلي للأسر، ونسبة 11.1% من الأسر كان لديها معيلات من الإناث دون وجود شريك،  بينما كانت نسبة 1.5% من الأسر لديها معيلون من الذكور دون وجود شريكة وكانت نسبة 42.3% من غير العائلات. تألفت نسبة 33.1% من أصل جميع الأسر من عدة أفراد يعيشون في نفس المنزل ونسبة 17.4% كانت تتألف من شخص يعيش بمفرده يبلغ من العمر 65 عاماً أو أكثر. وبلغ متوسط حجم الأسرة المعيشية 2.10، أما متوسط حجم العائلات فبلغ 2.68.
بلغ العمر الوسطي للسكان 22.6 عاماً. وكانت نسبة 11.6% من القاطنين تحت سن الثامنة عشر، وكانت نسبة 7.8% بين الثامنة عشر والرابعة والعشرين عاماً، ونسبة 15.9% كانت واقعةً في الفئة العمرية ما بين الخامسة والعشرين والرابعة والأربعين عاماً، ونسبة 15.7% كانت ما بين الخامسة والأربعين والرابعة والستين، ونسبة 13.3% كانت ضمن فئة الخامسة والستين عاماً فما فوق. يوجد لكل 100 أنثى 82.9 ذكر، ويوجد لكل 100 أنثى في الثامنة عشر من عمرها فما فوق 78.0 ذكر.
بلغ متوسط دخل الأسرة في البلدة 32,917 دولارًا، أما متوسط دخل العائلة فبلغ 45,000 دولارًا. وكان متوسط دخل الذكور 29,615 دولارًا مقابل 23,625 دولارًا للإناث. وسجل دخل الفرد الخاص بالبلدة 13,366 دولارًا. وكانت نسبة 11.1% من العائلات ونسبة 16.9% من السكان تحت خط الفقر، وكان من هؤلاء نسبة 21.1% تحت سن الثامنة عشر ونسبة 14.9% في الخامسة والستين من العمر وما فوق.

### تعداد عام 2010
بلغ عدد سكان مارس هيل 1,869 نسمة بحسب تعداد عام 2010، وبلغ عدد الأسر 538 أسرة وعدد العائلات 312 عائلة مقيمة في البلدة. في حين سجلت الكثافة السكانية 362.2 نسمة لكل كيلومتر مربع (938.1/ميل2). وبلغ عدد الوحدات السكنية 619 وحدة بمتوسط كثافة قدره 120 لكل كيلومتر مربع (310.8/ميل2).
وتوزع التركيب العرقي للبلدة بنسبة 87.11% من البيض و8.99% من الأمريكيين الأفارقة و0.21% من الأمريكيين الأصليين و0.96% من الأمريكيين ذوي الأصول الآسيوية و0.16% من سكان جزر المحيط الهادئ و0.64% من الأعراق الأخرى و1.93% من عرقين مختلطين أو أكثر و3.42% من الهسبانيون أو اللاتينيون من أي عرق.
بلغ عدد الأسر 538 أسرة كانت نسبة 23.2% منها لديها أطفال تحت سن الثامنة عشر تعيش معهم، وبلغت نسبة الأزواج القاطنين مع بعضهم البعض 42.4% من أصل المجموع الكلي للأسر، ونسبة 12.3% من الأسر كان لديها معيلات من الإناث دون وجود شريك،  بينما كانت نسبة 3.3% من الأسر لديها معيلون من الذكور دون وجود شريكة وكانت نسبة 42% من غير العائلات. تألفت نسبة 33.8% من أصل جميع الأسر من عدة أفراد يعيشون في نفس المنزل ونسبة 13.4% كانت تتألف من شخص يعيش بمفرده يبلغ من العمر 65 عاماً أو أكثر. وبلغ متوسط حجم الأسرة المعيشية 2.14، أما متوسط حجم العائلات فبلغ 2.70.
بلغ العمر الوسطي للسكان 22.9 عاماً. وكانت نسبة 11.5% من القاطنين تحت سن الثامنة عشر، وكانت نسبة 42.1% بين الثامنة عشر والرابعة والعشرين عاماً، ونسبة 15.8% كانت واقعةً في الفئة العمرية ما بين الخامسة والعشرين والرابعة والأربعين عاماً، ونسبة 17.2% كانت ما بين الخامسة والأربعين والرابعة والستين، ونسبة 13.4% كانت ضمن فئة الخامسة والستين عاماً فما فوق. وتوزع التركيب الجنسي للسكان بنسبة 49.1% ذكور و50.9% إناث.